# Lord of the Bedchamber
Il Lord of the Bedchamber, precedentemente conosciuto come Gentleman of the Bedchamber, era un cortigiano della Casa Reale del Re del Regno Unito e del Principe di Galles. Uno dei compiti del Lord of the Bedchamber consisteva nell'assistere il re durante la sua vestizione, fare da guardiano all'accesso alla sua camera da letto e provvedergli compagnia. Dal 1660, il primo Lord of the Bedchamber fu anche Groom of the Stole.
Questa è una lista incompleta dei nobili che prestarono servizio come Lord of the Bedchamber:

## Lords of the Bedchamber di Edoardo, principe di Galles, poi re Edoardo VII (1866–1910)
- 1866–1883: James Hamilton, II duca di Abercorn
- 1872–1901: Charles Harbord, V barone Suffield

## Lords of the Bedchamber di Giorgio, principe di Galles, poi re Giorgio V (1901–1910)
- 1901–?: Beilby Lawley, III barone Wenlock[1]
- 1901–1907: Charles Cavendish, III barone Chesham
- 1908–1910: Luke White, III barone Annaly